# Partido Democrático Centrista (Ruanda)
El Partido Democrático Centrista (en francés: Parti Démocrate Centriste) es un partido político en Ruanda.

## Historia
Fue fundado bajo el nombre de Partido Democrático Cristiano (Parti Démocratique Chrêtien) en 1991 por Jean-Népomuscène Nayinzira. Se une al gobierno en diciembre de 1991 y fue otorgado un solo puesto ministerial.
En el periodo previo a las elecciones presidenciales de agosto de 2003, el partido fue prohibido por la prohibición constitucional de los partidos religiosos. El partido se reconstituyó como Partido Democrático Centrista a tiempo para concurrir a las elecciones parlamentarias de septiembre de 2003, en las que se alió con el Frente Patriótico Ruandés en el poder, obteniendo tres escaños. El líder del partido, Alfred Mukezamfura fue elegido como Portavoz de la Cámara de Diputados.
El partido mantuvo su alianza con el FPR para las elecciones parlamentarias de 2008, pero su número de escaños bajo a uno. En 2009, Agnès Mukabaranga fue elegida líder del partido tras la dimisión de Mukezamfura. Volvió a formar parte de la alianza liderada por el FPR para las elecciones parlamentarias de 2013, en las que conservó su único escaño.